# Апостасия (растение)
Апостасия (лат. Apostasia) — род однодольных растений семейства Орхидные (Orchidaceae), подсемейства Apostasioideae. Род был выделен в 1825 году немецко-нидерландским ботаником Карлом Людвигом Блюме.
Одни из самых примитивных орхидей, в связи с чем некоторые исследователи даже сомневаются в отнесении апостасий к семейству Орхидные, и иногда включают род в состав отдельного монотипного семейства Apostasiaceae.

## Виды
По информации базы данных The Plant List, род включает 8 видов:
- Apostasia elliptica J.J.Sm., 1920
- Apostasia latifolia Rolfe, 1889
- Apostasia nuda R.Br., 1830
- Apostasia odorata Blume, 1825 typus[11]
- Apostasia parvula Schltr., 1906
- Apostasia ramifera S.C.Chen & K.Y.Lang, 1986
- Apostasia shenzhenica Z.J.Liu & L.J.Chen, 2011
- Apostasia wallichii R.Br., 1830

## Распространение, общая характеристика
Распространены от тропической и субтропической Азии до северной Австралии, а именно в Китайской Народной Республике, Японии (острова Рюкю), на северо-востоке Индии, в Шри-Ланке, Мьянме, Таиланде, Лаосе, Камбодже, во Вьетнаме, в Малайзии, на Филиппинах, в Индонезии, на острове Новая Гвинея и в Австралии (северо-восток Квинсленда). Произрастают на лесных участках.
Травянистые вечнозелёные растения с тонкими длинными корнями. Имеют до шести боковых ветвей. Соцветия прямостоячие, имеющие до тридцати белых или жёлтых цветков. Цветки самоопыляющиеся, некоторые виды опыляются пчёлами. Цветут летом. Размножаются исключительно семенами.

## Синонимика
Синонимичные названия:
- Adactylus Rolfe
- Mesodactylis Wall.
- Neumayera Rchb.f
- Niemeyera F.Muell.